# Bernat Icart
Bernat Icart (Catalunya, finals del segle XV) fou un compositor català.

## Vida
Probablement nascut a Tarragona o Tortosa, estava emparentat amb els Icart, una de les famílies de la noblesa catalana del segle XV.
Gràcies al registre nominal, sabem que anteriorment a 1480 ja havia estat cantor de la capella de Ferran I de Sicília. Es creu que durant la seva estada a Itàlia, va estar en contacte amb el teòric anglés John Hothby, de qui va poder ser deixeble, també amb Johannes Bonadies i Tinctoris. Icart apareix citat al Dialogus Johannis Ottobi Anglici in arte musica i 
l'Extractus parvus musicae de Gaffurius, amb qui coincidir a Nàpols.
El 17 de abril de 1476 “Bernardo Picchart” rebia, a través de la banca Strozzi de Nàpols, també el pagament de 8 ducats de part de Guillem Ribelles de Tortosa. El 27 d'octubre de 1478, el papa Sixt IV proveïa a “Bernardo Ycart clerico dertusensis diocesis” de les rendes de l'abadia del monestir benedictí de Santa Maria del Pendino.

## Problemàtica amb el seu origen
Es creu que estava estretament unit amb els Icart de la cort del Regne de Nàpols durant la segona meitat del segle xv, entre els que trobem els governadors Lluís d'Icart i Requesens, el seu gendre Joan Ponç i el fill d'aquest últim, l'humanista Lluís Ponç d'Icart.
Algunes figures destacades dins la musicologia com ara Florimo creien que l'origen d'Icart podia ser flamenc i que el seu cognom originalment fou Huickart. D'altres com els musicòlegs Anglès o Stevenson varen ser els que es van inclinar pel seu origen català. Icart o Picart també pot indicar la procedència de la regió francesa de Picardia, aquest nom es troba en documents de l'època a Tarragona i Tortosa, d'aquí que es cregui que és originari d'aquestes zones.

## Obres
Gloria 4V; Kyrie 4V; Magnificat 3V; 2 Magnificat 4V; dues mises perdudes: De amor tu dormi i Voltate in qua; 3 Motets 4V; Non touchez à moi 4V; Pover me mischin dolente, Se io te ho dato; Quomodo obtexit; Recordare Domine.